# Агэмай
Агэмай (яп. 上米, あげまい, «контрибутивный рис») — налог рисом на доход ханов в Японии в 1722—1731 годах.
Налог агэмай ввели в 1722 году, во время правления 8-го сёгуна Токугавы Ёсимунэ, в ходе реформ Кёхо. Причиной введения было желание сёгуната Эдо исправить тяжёлое состояние с жалованием своим вассалам.
Налогом облагались все японские даймё, доход владений которых превышал 100 000 коку в год. Такие даймё должны были платить правительству 100 коку с каждых 10 000 коку своего дохода. Плата осуществлялась дважды в год, весной и осенью, а рис отсылался в государственные хранилища Эдо или Осаки. За выплату этого налога центральная власть сократила провинциальным правителям годовые поочерёдные командировки в Эдо до полугода и разрешила им оставаться в своих владениях до полутора лет.
Однако в 1731 году налог агэмай был отменён, годовые поочерёдные командировки возобновлены.